# 勧奨
| ウィキペディアには「勧奨」という見出しの百科事典記事はありません（タイトルに「勧奨」を含むページの一覧/「勧奨」で始まるページの一覧）。 代わりにウィクショナリーのページ「勧奨」が役に立つかもしれません。 |